# Голос ночной птицы
«Голос ночной птицы» (англ. Speaks the Nightbird, в другом переводе «Зов ночной птицы») — детективный исторический роман американского писателя Роберта Маккаммона, опубликованный в 2002 году. После десятилетнего творческого перерыва, автор вернулся к литературной работе, написав «Голос ночной птицы». Произведение стало лауреатом Юго-восточной научно-фантастической премии в номинации «Лучший роман». Роман положил начало авторскому циклу о клерке Мэтью Корбетте.

## Сюжет
Действие романа разворачивается в 1699 году на побережье колониальной Каролины. Небольшое поселение Фаунт-Ройал охвачено тревогой, в местной тюрьме заточена молодая вдова Рэйчел Ховарт, обвиняемая в колдовстве и убийствах. Из Чарльз-Тауна для выяснения обстоятельств и вынесения приговора отправлен магистрат Вудворд и его молодой клерк Мэтью Корбетт. Прибыв на место, Мэтью понимает, что всё не так просто, как кажется на первый взгляд.

## Издания
Впервые роман издан в сентябре 2002 года издательством River City Publishing. На русский язык книга переведена Михаилом Левиным. На русском языке роман издавался трижды: в 2006, 2007 и 2010 годах издательством АСТ. В 2016 году свет увидела аудиокнига, текст в формате монолога читает Игорь Князев, а хронометраж составляет 30:57:43.

## Награды и премии
- Юго-восточная научно-фантастическая премия (SEFA) — Лучший роман (2003).